# Digital Ash in a Digital Urn
Digital Ash in a Digital Urn è il settimo album dei Bright Eyes, pubblicato nel 2005. È stato pubblicato lo stesso giorno di I'm Wide Awake, It's Morning.
Al contrario dell'altro album, fatto di canzoni folk rock come negli album precedenti, questo contiene alcune sperimentazioni elettroniche, come nella prima canzone Time Code.

## Tracce
1. Time Code – 4:28
2. Gold Mine Gutted – 3:56
3. Arc of Time – 3:54
4. Down in a Rabbit Hole – 4:33
5. Take It Easy (Love Nothing) – 3:20
6. Hit the Switch – 4:47
7. I Believe in Symmetry – 5:24
8. Devil in the Details – 4:06
9. Ship in a Bottle – 3:27
10. Light Pollution – 3:16
11. Theme from Pinata – 3:18
12. Easy/Lucky/Free – 5:31

## Formazione
- Conor Oberst - voce, chitarra, basso, pianoforte, wurlitzer, tastiere, sample, sassofono baritono
- Mike Mogis - chitarra, wurlitzer, tastiere, timpani, campane tubolari, theremin, sassofono baritono
- Nate Walcott - tromba, arrangiamenti per archi

### Altri musicisti
- Clark Baechle - batteria
- Karen Becker - violoncello
- Jason Boesel - batteria, percussioni
- Donna Carnes - violino
- Thomas Kluge - viola
- Jiha Lee - flauto
- Clay Leverett - voce, batteria
- Andy LeMaster - voce, chitarra, basso, tastiere, arrangiamenti al computer
- Stella Mogis - voce
- Kim Salistean - violino
- Jimmy Tamborello - arrangiamenti al computer
- Maria Taylor - voce
- Nick White - tastiere
- Nick Zinner - chitarra, tastiere